# 22q11-deletionsyndromet
22q11-deletionsyndromet, även kallat CATCH 22, CATCH 22-syndromet, Conotruncal anomaly face syndrome, DiGeorges syndrom, Shprintzens syndrom och Velo-kardio-facialt syndrom, är ett syndrom med en komplex symptombild som orsakas av en kromosomavvikelse, en deletion,  i den långa armen i kromosompar 22.

## Historik
I början på 1990-talet fann man att de olika symptom som beskrivits av den amerikanske barnläkaren Angelo DiGeorge 1965, av japanska barnhjärtläkare 1976 och av den amerikanske logopeden Robert Shprintzen 1978 i själva verket berodde på en och samma kromosomavvikelse. 

## Symptom
Vanliga symptom är gomspalt, hjärtbesvär, speciella ansiktsdrag och kognitiva svårigheter med IQ mellan 70 och 98, dvs. från marginell mental retardation (marginell utvecklingsstörning) till normalbegåvning. De kognitiva svårigheterna tycks framförallt vara visuo-spatiala och yttrar sig som svårigheter med matematik och planering. Språklig förmåga brukar vara bättre än övriga intellektuella förmågor. Dessa patienter utgör dessutom en högriskgrupp för psykoser, med så många som 25% som under livet diagnostiseras med schizofreni.

## Förekomst
Ungefär ett av 4 000 barn föds med 22q11-deletion, dvs i Sverige föds ungefär 25 barn/år.

## Ärftlighet
För ca 90% beror sjukdomen på en nymutation, men för ca 10% ärvs den autosomalt dominant.

## Terminologi
1993 föreslog en engelsk forskargrupp att fenomenet skulle benämnas CATCH 22, vilket skulle vara en akronym som sammanfattade några av symptomen och orsaken till syndromet:
- Cardiac anomaly, hjärtfel
- Anomalous face, avvikande ansikte
- Thymic hypoplasia, underutveckling av brässen
- Cleft palate, gomspalt
- Hypocalcemia, låg kalciumnivå i blodet,
- 22, kromosom nummer 22

Enligt Socialstyrelsen anser många att benämningen är olämplig på grund av allusionen till Joseph Hellers roman Catch-22, på svenska Moment 22, där begreppet används i en negativ betydelse. Namnet har dock fått fäste i Sverige bland personer med syndromet och deras anhöriga. Det namn som internationellt används allt mer är emellertid 22q11-deletionsyndromet.